# Almira

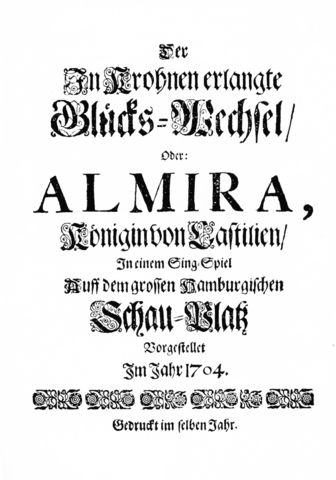

Almira, Königin von Castilien, HWV 1 (tiếng Việt: Almira, Nữ hoàng xứ Castile, tên đầy đủ là Der trong Krohnen erlangte Glücks-Wechsel, oder: Almira, Königin von Castilien) là vở opera đầu tiên của nhà soạn nhạc người Anh gốc Đức George Frideric Handel. Người viết lời cho tác phẩm là Christian Feustking. Ông này đã dựa trên phần lời được viết bằng tiếng Ý của Giulio Pancieri cho vở opera L'Almira của Giuseppe Boniventi. Vở opera được sáng tác vào năm 1705. Các recitative được trình diễn bằng tiếng Đức, một số aria là tiếng Đức, số khác là tiếng Ý, vì đó là thông lệ của Nhà hát Opera Hamburg. Almira là vở opera duy nhất của Handel kgoong có vai trò của một castrato. Vở opera Almira đã thể hiện được những đặc tính độc đáo của âm nhạc Đức: sử dụng những âm điệu trong hợp xướng giáo đường và những thủ pháp phức điệu của các nhà soạn nhạc Đức thời đó.